# Akaniaceae
Akaniaceae je čeleď se dvěma monotypickými rody z řádu brukvotvarých.

## Výskyt
Oba rody rostou roztroušeně a jen na malých teritoriích. Akania roste pouze v severní a západní Austrálii a Bretschneidera jen v Číně, na ostrově Tchaj-wanu, v severním Thajsku a severním Vietnamu. Vyskytují se v subtropických a tropických deštných pralesích.

## Změny v taxonomii
V dosud často používaném, i když zastaralém, na morfologickém a fyziologickém třídění založeném Cronquistově taxonomickému systému, byly dvě monotypické čeledě Akaniaceae a Bretschneideraceae umístěny v řádu mýdelníkotvarých. Se zavedením kladistického taxonomického systému APG III, byly tyto dvě čeledě sloučeny do jedné, Akaniaceae, a ta byla přesunuta do řádu brukvotvarých.

## Popis
Jsou to listnaté, stále zelené stromy dorůstající do výše až 20 m, mají hladkou kůru a veliké listy s řapíky. Samotné listy bývají dlouhé až 75 cm, střídavé, lichozpeřené, a mají až 31 lístků. Čepele lístků mají tvar kopinatý, úzce eliptický až kosočtverečně podlouhlý s ostrou špičkou a zaoblenou bázi, po obvodu jsou pilovitě zubaté.
Poměrně velké pětičetné květy barvy bílé nebo růžové vyrůstají na stopkách a jsou seřazeny do rozvětvených latnatých nebo hroznovitých květenství, opylovány jsou hmyzem. Plodem jdou pukající tobolky, obvykle se 3 semeny.

## Rody
Čeleď Akaniaceae obsahuje tyto dva monotypické rody, oba mají jen po jednom druhu:
- Akania bidwillii (R. Hogg) Mabb.
- Bretschneidera sinensis Hemsl.

Vlastnosti obou rodů jsou tak podobné, že jsou i tendence oba rody spojit do jednoho.

## Poznámka
Podle kladistické klasifikace je nejbližším příbuzným čeledi Akaniaceae čeleď lichořeřišnicovité (Tropaeolaceae), jejíž jeden druh je v Česku pěstován jako popínavá letnička s velkými žlutými nebo načervenalými květy pod nesprávným pojmenováním „řeřicha“.